# Georgiá Sálpa
Pour les articles homonymes, voir Salpa (homonymie).
Georgiá Sálpa Pénna, en grec moderne : Γεωργία Σάλπα Πέννα, (1985), est un mannequin, d'origine grecque et irlandaise. 

## Biographie
Georgiá Sálpa est née le 14 mai 1985 à Athènes d'une mère irlandaise et d'un père grec. Lorsque Georgiá Sálpa a cinq ans, sa famille déménage à Dublin et elle grandit dans la banlieue de Killiney. En mars 2014, Georgiá Sálpa est en couple avec le millionnaire britannique Joe Penna avec qui elle se marie à Portofino, en Italie, en mai 2015.